# UMF Njarðvík
UMF Njarðvík is een IJslandse sportvereniging uit Njarðvík uit de gemeente Reykjanesbær. De club werd opgericht in 1944 en nam de kleur groen over van een basketbalteam in de VS. De voetbalafdeling speelt in de amateurreeksen.